# MTN Qhubeka/Saison 2013
Dieser Artikel listet Erfolge und Fahrer des Radsportteams MTN Qhubeka in der Saison 2013 auf.

## Erfolge in der UCI World Tour
| Datum    | Rennen          | Sieger        |
| -------- | --------------- | ------------- |
| 17. März | Mailand–Sanremo | Gerald Ciolek |

## Erfolge in der UCI Africa Tour
| Datum        | Rennen                                                 | Kat. | Sieger             |
| ------------ | ------------------------------------------------------ | ---- | ------------------ |
| 28. Februar  | Südafrikanische Meisterschaft – Einzelzeitfahren (U23) | CN   | Louis Meintjes     |
| 3. März      | Südafrikanische Meisterschaft – Straßenrennen          | CN   | Jay Robert Thomson |
| 3. März      | Südafrikanische Meisterschaft – Straßenrennen (U23)    | CN   | Louis Meintjes     |
| 11. Juli     | Äthiopische Meisterschaft – Einzelzeitfahren           | CN   | Tsgabu Grmay       |
| 11. Juli     | Äthiopische Meisterschaft – Einzelzeitfahren (U23)     | CN   | Tsgabu Grmay       |
| 14. Juli     | Äthiopische Meisterschaft – Straßenrennen              | CN   | Tsgabu Grmay       |
| 14. Juli     | Äthiopische Meisterschaft – Straßenrennen (U23)        | CN   | Tsgabu Grmay       |
| 18. November | 1. Etappe Tour of Rwanda                               | 2.2  | Jay Robert Thomson |
| 20. November | 3. Etappe Tour of Rwanda                               | 2.2  | Louis Meintjes     |
| 21. November | 4. Etappe Tour of Rwanda                               | 2.2  | Johann van Zyl     |

## Erfolge in der UCI Asia Tour
| Datum    | Rennen                   | Kat. | Sieger                |
| -------- | ------------------------ | ---- | --------------------- |
| 22. März | 5. Etappe Tour de Taiwan | 2.1  | Tsgabu Grmay          |
| 9. Juni  | 1. Etappe Tour de Korea  | 2.2  | Kristian Sbaragli     |
| 13. Juni | 5. Etappe Tour de Korea  | 2.2  | Mannschaftszeitfahren |

## Erfolge in der UCI Europe Tour
| Datum         | Rennen                                      | Kat. | Sieger              |
| ------------- | ------------------------------------------- | ---- | ------------------- |
| 3. März       | 2. Etappe Driedaagse van West-Vlaanderen    | 2.1  | Gerald Ciolek       |
| 24. Mai       | 3. Etappe Bayern-Rundfahrt                  | 2.HC | Gerald Ciolek       |
| 21. Juni      | Litauische Meisterschaft – Einzelzeitfahren | CN   | Ignatas Konovalovas |
| 5. Juli       | 6. Etappe Österreich-Rundfahrt              | 2.HC | Gerald Ciolek       |
| 11. August    | 4. Etappe Portugal-Rundfahrt                | 2.1  | Sergio Pardilla     |
| 16. September | 2. Etappe Tour of Britain                   | 2.1  | Gerald Ciolek       |

## Zugänge – Abgänge
| Zugänge             | Team 2012                            | Abgänge                     | Team 2013                   |
| ------------------- | ------------------------------------ | --------------------------- | --------------------------- |
| Ignatas Konovalovas | Movistar                             | Reinardt Janse van Rensburg | Team Argos-Shimano          |
| Sergio Pardilla     | Movistar                             | Tesfay Abrhaha              | MTN Qhubeka-WCC Africa Team |
| Gerald Ciolek       | Omega Pharma-Quick Step              | Calvin Beneke               | MTN Qhubeka-WCC Africa Team |
| Jay Robert Thomson  | UnitedHealthcare Pro Cycling Team    | Arran Brown                 | MTN Qhubeka-WCC Africa Team |
| Youcef Reguigui     | Groupement Sportif Pétrolier Algérie | Johannes Nel                | MTN Qhubeka-WCC Africa Team |
| Andreas Stauff      | Team Eddy Merckx-Indeland            | Lotto Petrus                | Unbekannt                   |
| Martin Reimer       | Skil-Shimano (2011)                  |                             |                             |
| Louis Meintjes      | Neoprofi                             |                             |                             |
| Kristian Sbaragli   | Neoprofi                             |                             |                             |
| Johann van Zyl      | Neoprofi                             |                             |                             |

## Mannschaft
| Name                       | Geburtstag         | Nationalität |
| -------------------------- | ------------------ | ------------ |
| Gerald Ciolek              | 19. September 1986 | Deutschland  |
| Ferekalsi Debessay         | 10. Januar 1983    | Eritrea      |
| Tsgabu Grmay               | 25. August 1991    | Äthiopien    |
| Jacques Janse van Rensburg | 6. September 1987  | Südafrika    |
| Ignatas Konovalovas        | 8. Dezember 1985   | Litauen      |
| Louis Meintjes             | 21. Februar 1992   | Südafrika    |
| Dennis van Niekerk         | 19. Oktober 1984   | Südafrika    |
| Adrien Niyonshuti          | 2. Februar 1987    | Ruanda       |
| Sergio Pardilla            | 16. Januar 1984    | Spanien      |
| Bradley Potgieter          | 11. Mai 1989       | Südafrika    |
| Youcef Reguigui            | 9. Januar 1990     | Algerien     |
| Martin Reimer              | 14. Juni 1987      | Deutschland  |
| Meron Russom               | 12. März 1987      | Eritrea      |
| Kristian Sbaragli          | 8. Mai 1990        | Italien      |
| Jim Songezo                | 17. September 1990 | Südafrika    |
| Andreas Stauff             | 22. Januar 1987    | Deutschland  |
| Jani Tewelde               | 1. Oktober 1990    | Eritrea      |
| Jay Robert Thomson         | 12. April 1986     | Südafrika    |
| Jacobus Venter             | 13. Februar 1987   | Südafrika    |
| Martin Wesemann            | 19. März 1984      | Südafrika    |
| Johann van Zyl             | 2. Februar 1991    | Südafrika    |